# Dolton (Dakota du Sud)
Pour les articles homonymes, voir Dolton.
Dolton est une municipalité américaine située dans le comté de Turner, dans l'État du Dakota du Sud.
La localité doit son nom à un membre de la commission chargée de son développement lors de sa fondation.

## Démographie
| 1910 | 1920 | 1930 | 1940 | 1950 | 1960 |
| ---- | ---- | ---- | ---- | ---- | ---- |
| 147  | 147  | 124  | 121  | 93   | 71   |

| 1970 | 1980 | 1990 | 2000 | 2010 | - |
| ---- | ---- | ---- | ---- | ---- | - |
| 60   | 47   | 43   | 41   | 37   | - |

Selon le recensement de 2010, Dolton compte 37 habitants. La municipalité s'étend sur 0,26 milles carrés (0,67 km2).